# Zambezi
|  | Per a altres significats, vegeu «Zambezi (desambiguació)». |

El Zambezi (en anglès Zambezi, en portuguès Zambeze) és un riu de l'Àfrica Austral.
Neix a Zàmbia, a tocar de les fronteres d'Angola i de la República Democràtica del Congo; passa per la província angolesa de Moxico i torna a Zàmbia on, seguint la direcció nord-sud, travessa la part occidental del país (la plana de Barotseland); després agafa la direcció oest-est i fa de frontera entre Zàmbia i Namíbia i després entre Zàmbia i Zimbàbue, i finalment creua Moçambic d'oest a est per desguassar al canal de Moçambic (oceà Índic), on forma un enorme delta.
És el quart riu més llarg de l'Àfrica, després del Nil, el Congo i el Níger. Té una longitud de 2.750 km. La seva conca fa 1.330.000 km². Les pluges que l'alimenten es concentren entre novembre i març. El seu cabal mitjà és relativament modest, entre 2.000 i 3.000 m³/s, però va arribar als 32.800 m³/s el febrer del 1956.
Els afluents principals són el Kabompo, el Lungwebung, el Cuando, el Kafue, el Luangwa i el Shire, emissari del llac Malawi.

## Curs

### Orígens

El Zambezi i la seva conca fluvial

El riu neix en un dambo negre i pantanós en un bosc de miombo dens i ondulat 50 km al nord de Mwinilunga i 20 km al sud d'Ikelenge, al districte d'Ikelenge de la província del nord-oest, Zàmbia, a uns 1524 m sobre el nivell del mar. L'àrea al voltant del naixement és un monument nacional, una reserva forestal i una important zona d'ocells.
A l'est del naixement, la conca hidrogràfica entre les conques del Congo i Zambezi és un cinturó ben marcat de terreny alt, que va gairebé d'est a oest i cau bruscament cap al nord i el sud. Això talla clarament la conca del Lualaba (la branca principal de l'alt Congo) del Zambezi.
La regió drenada pel Zambezi és un vast altiplà de vores trencades de 900 a 1.200 m d'alçada, compost a l'interior remot de llits metamòrfics i vorejat per les roques ígnies de les cascades Victòria. A Chupanga, a la part inferior del Zambezi, al llit del riu afloren estrats prims de gresos grisos i grocs, amb una banda ocasional de pedra calcària, i aquests persisteixen més enllà de Tete, on s'associen amb extenses filons de carbó. El carbó també es troba al districte just a sota de les Cascades Victòria. Les roques d'or es troben en uns quants llocs.

### Zambezi superior
El riu gira cap al sud-oest a Angola durant uns 240 km, després s'uneixen afluents importants com el Luena i el Chifumage que flueixen des de les terres altes cap al nord-oest. Gira cap al sud i desenvolupa una plana inundable, amb una variació d'amplada extrema entre l'estació seca i la plujosa. Entra al bosc sec de Cryptosepalum dens de fulla perenne, encara que al seu costat occidental també hi ha pastures del Zambeze Occidental. Quan torna a entrar a Zàmbia, són gairebé 400 m d'ample a l'època de pluges i flueix ràpidament, amb ràpids que acaben a les cascades de Chavuma, on el riu flueix a través d'una fissura rocosa. El riu cau uns 400 m d'elevació des de la seva font a 1.500 m fins a les cascades de Chavuma a 1,100 m a una distància d'uns 400 km. Des d'aquest punt fins a les Cascades Victòria, el nivell de la conca és molt uniforme, baixant només uns 180 més. a una distància d'uns 800 km.
El primer dels seus grans afluents a entrar al Zambezi és el riu Kabompo a la província del nord-oest de Zàmbia. La sabana per on discorre el riu dona pas a una àmplia plana inundable, taconada de palmeres borassus. Una mica més al sud hi ha la confluència amb el riu Lungwebungu. Aquest és l'inici de la plana d'inundació de Barotse, la característica més notable de l'alt Zambezi, però aquesta part del nord no s'inunda tant i inclou illes de terres més altes al mig.
Uns 30 km per sota de la confluència del Lungwebungu, el país es torna molt pla, i es desplega el paisatge típic de la plana inundable de Barotse, amb la riuada que arriba a una amplada de 25 km en època de pluges. Per més de 200 km aigües avall, el cicle anual d'inundacions domina el medi natural i la vida humana, la societat i la cultura. Uns 80 km més avall, el Luanginga, que amb els seus afluents drena una gran zona cap a l'oest, s'uneix al Zambeze. A poca distància més amunt a l'est, la riera principal s'uneix en època de pluges pel desbordament del sistema Luampa/ Luena.
A poca distància aigües avall de la confluència amb el Luanginga es troba Lealui, una de les capitals del poble Lozi, que pobla la regió zambiana de Barotselàndia a la província occidental. El cap dels Lozi manté un dels seus dos recintes a Lealui; l'altre és a Limulunga, que es troba en un terreny alt i serveix de capital durant l'època de pluges. El trasllat anual de Lealui a Limulunga és un esdeveniment important, celebrat com un dels festivals més coneguts de Zàmbia, el Kuomboka.
Després de Lealui, el riu gira al sud-sud-est. Des de l'est, continua rebent nombrosos petites rius, però a l'oest queda sense grans afluents durant 240 km. Abans d'això, les cascades Ngonye i els ràpids posteriors interrompen la navegació. Al sud de les cascades de Ngonye, el riu limita breument amb la Franja de Caprivi de Namíbia. Per sota de la cruïlla del riu Cuando i el Zambezi, el riu es corba gairebé cap a l'est. Aquí, el riu és ample i poc profund i flueix lentament, però a mesura que flueix cap a l'est cap a la frontera del gran altiplà central d'Àfrica, arriba a un avenc en el qual s'enfonsen les cascades Victòria.

### Zambezi mitjà

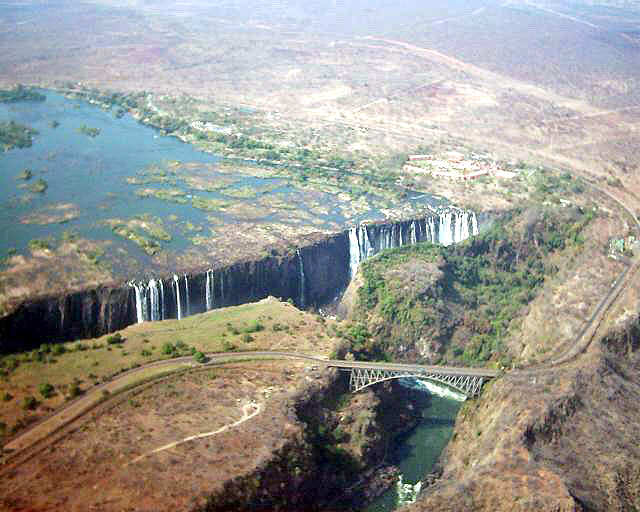
Cascades Victòria, final del Zambezi superior i començament del Zambèze mitjà

Les cascades Victòria es consideren el límit entre el Zambezi superior i mitjà. Per sota d'ells, el riu continua fluint cap a l'est durant uns 200 km, tallant a través de parets perpendiculars de basalt 20 a 60 m separats als turons 200 a 250 m d'alt. El riu flueix ràpidament a través del congost de Batoka, el corrent és contínuament interromput pels esculls. S'ha descrit com un dels viatges en aigües braves més espectaculars del món, un gran repte per a caiaquistes. Més enllà del congost hi ha una successió de ràpids que acaben 240 km sota les Cascades Victòria. En aquesta distància, el riu baixa 250 m.
En aquest punt, el riu entra al llac Kariba, creat el 1959 després de la finalització de la presa de Kariba. El llac és un dels llacs artificials més grans del món, i les instal·lacions de generació d'energia hidroelèctrica de la presa proporcionen electricitat a gran part de Zàmbia i Zimbabwe.
Els rius Luangwa i Kafue són els dos afluents més grans de l'esquerra del Zambezi. El Kafue s'uneix al riu principal en un riu tranquil i profund a uns 180 m d'ample. A partir d'aquest punt, el revolt cap al nord del Zambezi està comprovat i el rierol continua cap a l'est. A la confluència del Luangwa (15°37' S), entra a Moçambic.
El Zambeze mitjà acaba on el riu entra al llac Cahora Bassa, antigament el lloc de perillosos ràpids coneguts com a Kebrabassa; el llac es va crear l'any 1974 amb la construcció de la presa de Cahora Bassa.

### Baix Zambezi
Els 650 km del Zambezi inferior fins a l'oceà Índic són navegables, tot i que el riu és poc profund en molts llocs durant l'estació seca. Aquesta poca profunditat sorgeix quan el riu s'endinsa en una vall àmplia i s'estén per una gran àrea. Només en un moment, el Congost de Lupata, a 320 km de la seva desembocadura, es troba el riu confinat entre alts turons. Aquí, amb prou feines fa 200 m d'amplada. En altres llocs és de 5 a 8 km d'ample, flueix suaument. El llit del riu és sorrenc, i les ribes són baixes i vorejades de canyes. En uns quants llocs, però, i especialment a l'època de pluges, els rius s'uneixen en un riu ample i de corrent ràpid.
A uns 160 km del mar, el Zambeze rep el drenatge del llac Malawi a través del riu Shire. En apropar-se a l'oceà Índic, el riu es divideix en un delta. Cadascun dels distribuïdors principals, Kongone, Luabo i Timbwe, està obstruït per un banc de sorra. Un ramal més al nord, anomenat desembocadura de Chinde, té una profunditat mínima en aigües baixes de 2 m a l'entrada i 4 m més endins, i és el ramal utilitzat per a la navegació. 100 km més al nord hi ha un riu anomenat Quelimane, després de la ciutat a la seva desembocadura. Aquest riu, que s'envasa, rep el desbordament del Zambezi a l'època de pluges.

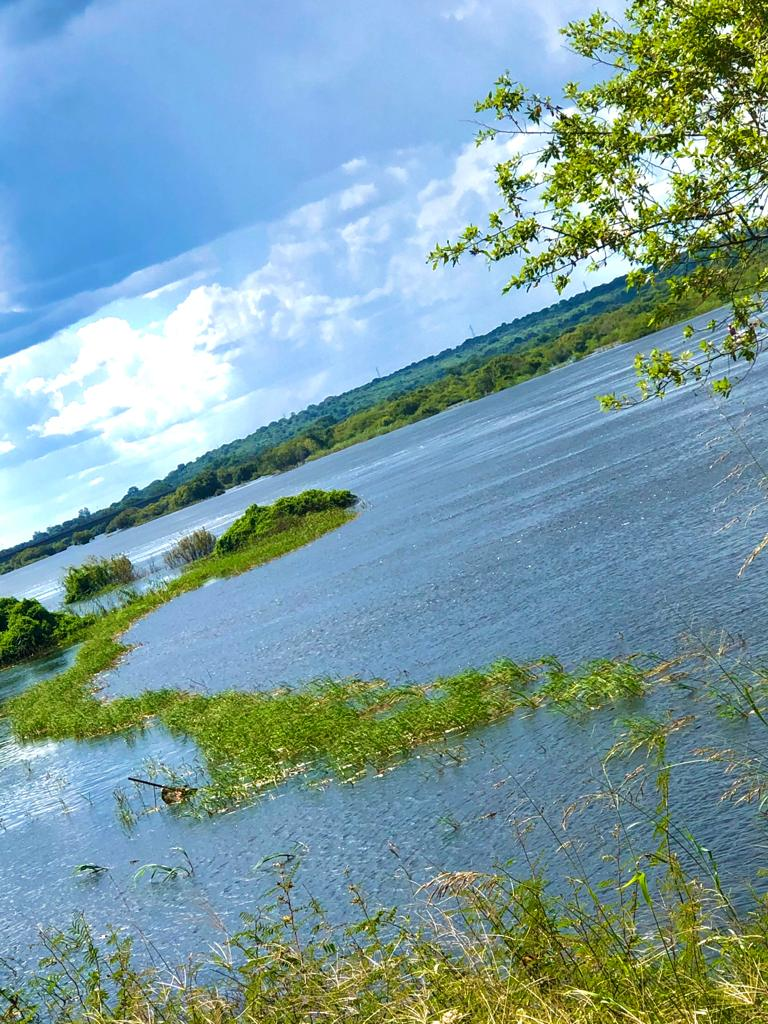
Zambezi

## Delta
- El delta del Zambezi
- El riu i la seva plana inundable prop de Mongu a Zàmbia
- L'aigua és negra en aquesta imatge en fals color de la plana inundable del Zambezi.
- Aquesta imatge detallada en color real mostra l'extrem extrem oriental de la plana inundable del Zambezi.

El delta del Zambezi és avui aproximadament la meitat d'ample que abans que la construcció de les preses de Kariba i Cahora Bassa controlés les variacions estacionals del cabal del riu. Abans que es construïssin les preses, les inundacions estacionals del Zambezi van tenir un impacte força diferent en els ecosistemes del delta d'avui, ja que va portar aigua dolça rica en nutrients a les zones humides costaneres de l'Oceà Índic. El Zambezi inferior va experimentar un petit augment d'inundacions a principis de l'estació seca, ja que la pluja a la conca de Gwembe i al nord-est de Zimbabwe es va precipitar mentre la pluja a les conques superiors del Zambezi, Kafue i el llac Malawi, i Luangwa, en menor mesura, es frena per pantans i planes inundables.
Els abocaments d'aquests sistemes contribueixen a una inundació molt més gran al març o abril, amb un màxim mitjà mensual per a l'abril de 6,700 m per segon al delta. La inundació rècord va ser més de tres vegades més gran, 22.500 m per segon que es va registrar el 1958. Per contra, la descàrrega al final de l'estació seca va ser de mitjana només 500 m per segon.
A les dècades de 1960 i 1970, la construcció de preses va canviar completament aquest patró. Avall, el mínim mensual mitjà-màxim era de 500 a 6.000 m per segon; ara és de 1.000 a 3.900 m per segon. Especialment les inundacions de nivell mitjà, del tipus a què es va adaptar l'ecologia del baix Zambezi, es produeixen amb menys freqüència i tenen una durada més curta. Igual que amb els efectes perjudicials de la presa Itezhi-Tezhi als plans de Kafue, això té aquests efectes:
- Es van interrompre els patrons d'alimentació i reproducció de peixos, ocells i altres animals salvatges .
- Queden menys prats després de les inundacions per a pasturar la fauna i el bestiar.
- Els patrons tradicionals d'agricultura i pesca es van interrompre.[11]

### Ecologia del delta

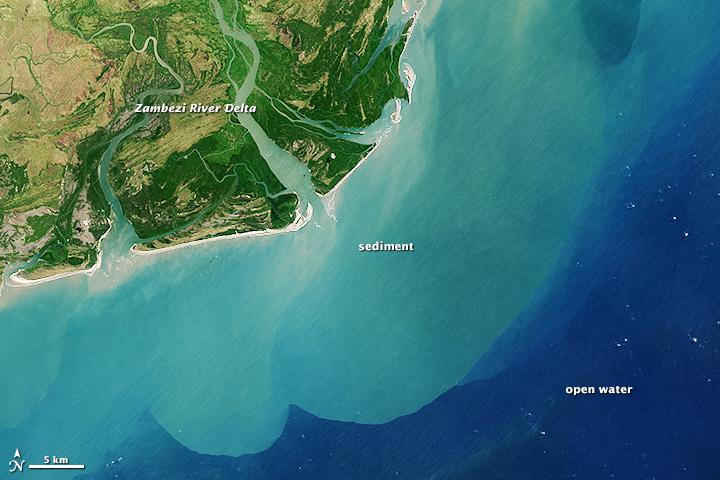
Vista comentada del delta del riu Zambezi des de l'espai

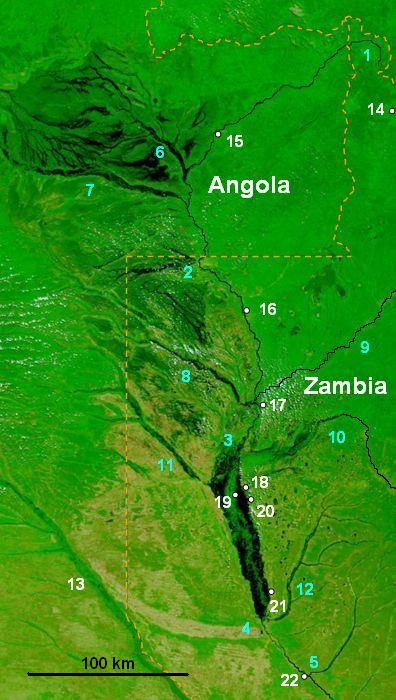
Imatge en fals color de la NASA de la plana inundable de Zambezi superior i Barotselàndia durant una inundació extrema el 2003

El delta del Zambezi té extensos prats, sabanes i boscos pantanosos inundats de manera estacional i permanent. Juntament amb les planes inundables dels rius Búzi, Pungwe i Save, les planes inundables del Zambezi conformen l'ecoregió de Sabana costanera inundada del Zambeze a Moçambic del Fons Mundial per la Natura. Les sabanes inundades es troben a prop de la costa de l'oceà Índic. Els manglars voregen la costa del delta.
Tot i que les preses han frenat algunes de les inundacions anuals del baix Zambezi i han fet que l'àrea de la plana inundable es reduís molt, no han eliminat completament les inundacions. No poden controlar les inundacions extremes, i només han fet menys freqüents les inundacions de nivell mitjà. Quan les fortes pluges a la part inferior del Zambezi es combinen amb una important escorrentia aigües amunt, encara es produeixen inundacions massives i els aiguamolls segueixen sent un hàbitat important. La reducció de les zones humides, però, va donar lloc a la caça incontrolada d'animals com el búfal africà i l'antílop aquàtic durant la Guerra Civil de Moçambic.
Tot i que la regió ha tingut una reducció de les poblacions de grans mamífers, encara és la llar d'uns quants, com ara el redunca i l'eland migratori. Els carnívors que es troben aquí són el lleó (Panthera leo), el lleopard (Panthera pardus), el guepard (Acinonyx jubatus), la hiena tacada (Crocuta crocuta) i el xacal ratllat (Canis adustus). Les planes inundables són un refugi per a les aus aquàtiques migratòries, com ara l'ànec cuallarg, el xarrasclet, el bec de tenalles africà (Anastomus lamelligerus), el jabirú africà (Ephippiorhynchus senegalensis), la grua carunculada (Bugeranus carunculatus) i el pelicà vulgar (Pelecanus onocrotalus).
Els rèptils són el cocodril del Nil (Crocodylus niloticus), la sargantana del Nil (Varanus niloticus), la pitó de roca africana (Python sebae), la serp endèmica de cuc de Pungwe (Leptotyphlops pungwensis) i altres tres serps que són gairebé endèmiques (Lyplainteco donoood obscuriventris), serp llop nana (Lycophidion nanus) i escurçó del pantà (Proatheris).
Diverses espècies de papallones són endèmiques.

## Meravelles naturals
La part més espectacular del seu recorregut són les cascades Victòria, les més grans del món, amb 1.708 metres d'amplada i un desnivell de més de 120 m. La UNESCO declarà les cascades Patrimoni de la Humanitat el 1989.
Al Zambezi, a banda de les cascades Victòria, se’n troben d'altres com les de Chavuma, a la frontera entre Zàmbia i Angola, i les de Ngonye, a prop de Sioma, a la regió occidental de Zàmbia.

## Producció hidroelèctrica
És força important i es concentra als pantans de Kariba (utilitzat per Zàmbia i Zimbàbue) i Cahora Bassa, a Moçambic, que alimenta d'energia la República de Sud-àfrica, especialment Johannesburg. Hi ha una central elèctrica més petita a les cascades Victòria.

## Crisi climàtica
A causa de la sequera que patia la zona, la pitjor des de feia un segle, el desembre de 2019 el cabalós riu Zambezi i les espectaculars cascades Victòria van quedar sota mínims, i l'habitual caiguda d'aigua des de més de 100 metres de desnivell va reduir-se a un rajolí en uns quants punts, oferint una imatge de desolació en el moment en què la regió entrava en l'estació de pluges. Tot i que aquestes encara havien d'arribar, els nivells d'aigua a les cascades s'havien reduït al seu nivell més baix en els darrers 25 anys, i el cabal mitjà havia decrescut un 50%, repercutint negativament en les granges locals i el subministrament d'energia, entre d'altres. L'Autoritat del Riu Zambezi va assegurar que aquest no tenia el cabal tan baix des del 1995, molt per sota de la mitjana històrica, i fins i tot Edgar Chagwa Lungu, el president de Zàmbia, va parlar de "recordatori cru del que provoca el canvi climàtic", malgrat la prudència dels científics a l'hora de trobar-hi una única causa, ja que les sequeres són recurrents en aquella zona. Tot i així, hi ha avisos que podria arribar a assecar-se si no es prenen mesures urgents per tal d'evitar-ho.